# Rinconete y Cortadillo
Rinconete y Cortadillo (o Novela de Rinconete y Cortadillo), obra de Miguel de Cervantes, es una de las doce narraciones breves incluidas en las Novelas ejemplares, publicadas en 1613. Se sabe que existía alguna versión de ella en 1604, ya que un personaje de la Primera Parte de Don Quijote (capítulo 47) posee un manuscrito de la obra.
Dos jóvenes, Pedro del Rincón y Diego Cortado, abandonadas las casas de sus padres, se conocen y se hacen amigos en una venta en el camino de Toledo a Córdoba. Sin planes, deciden acompañar a unos pasajeros a Sevilla. Allí encuentran el mundo del hampa, e intentan formar parte de él. Pero forzosamente tienen que presentarse ante Monipodio, jefe de un gremio de ladrones. Viven en su gran casa, cambian de nombres y forman parte de esta pintoresca cofradía de criminales.

## Argumento
En la Venta del Molinillo, en el camino de Castilla a Andalucía, se encuentran dos muchachos que han escapado de sus casas. Después de resaltarse su aspecto desharrapado y de que ambos golfillos se cuenten brevemente sus vidas en un ingenioso diálogo, Pedro del Rincón y Diego Cortado, asociados ya en la golfería, despluman a un arriero jugando a las cartas. Seguidamente, en compañía de unos viajeros emprenden la marcha hacia Sevilla, en donde se estrenan como mozos portadores de mercancías. Cortado roba una bolsa de dinero a un sacristán que se le acerca y al que engaña. Pero otro mozo que había observado el latrocinio  advierte a ambos muchachos que allí no se puede robar por libre: tienen que presentarse en la cofradía de Monipodio para su registro en el hampa sevillana. Rincón y Cortado visitan la casa del maestro de la golfería- por el camino se enteran de algunos usos y costumbres de tan "devota" organización, a la vez que son espectadores de aquel asombroso mundo extrasocial de ladrones, golfos, delincuentes, rufianes, valentones y coimas, que, dirigidos por Monipodio, constituyen la flor y nata del hampa sevillana, consentida y aún fomentada por una sociedad corrompida.

## La Novela
Buena parte de la crítica la ha situado como la tercera parte de la tríada conformada junto a La gitanilla y El amante liberal —las tres primeras novelas de la colección—, tomando todas ellas como tema principal el de la libertad. La peculiaridad que se ha destacado en Rinconete y Cortadillo es que su relato no cuenta una historia sino que se limita a describir los bajos fondos de la Sevilla de finales del siglo XVI, con especial énfasis en los usos irónicos, burlescos y coloquiales —el habla propio de los bajos fondos o germanía— del lenguaje de la época. Dada esta prevalencia de la descripción de lugares y personajes sobre la acción, se ha afirmado sobre el argumento «que no lo hay: que no ocurre nada». Esta originalidad ha dificultado la atribución de fuentes al relato, aunque Antonio Gasparetti vio influencias lejanas en Decamerón, VII, 10, y en el personaje del jovencito «Rinconetto» en I deporti de Girolamo Parabosco. Otros debates han versado sobre el carácter realista o picaresco de la obra —este último aspecto algo discutido—, la explicación de su posible significado, la atribución a la misma de un posible origen dramático o incluso la negación de su carácter de novela.

## La Sevilla deRinconete y Cortadillo

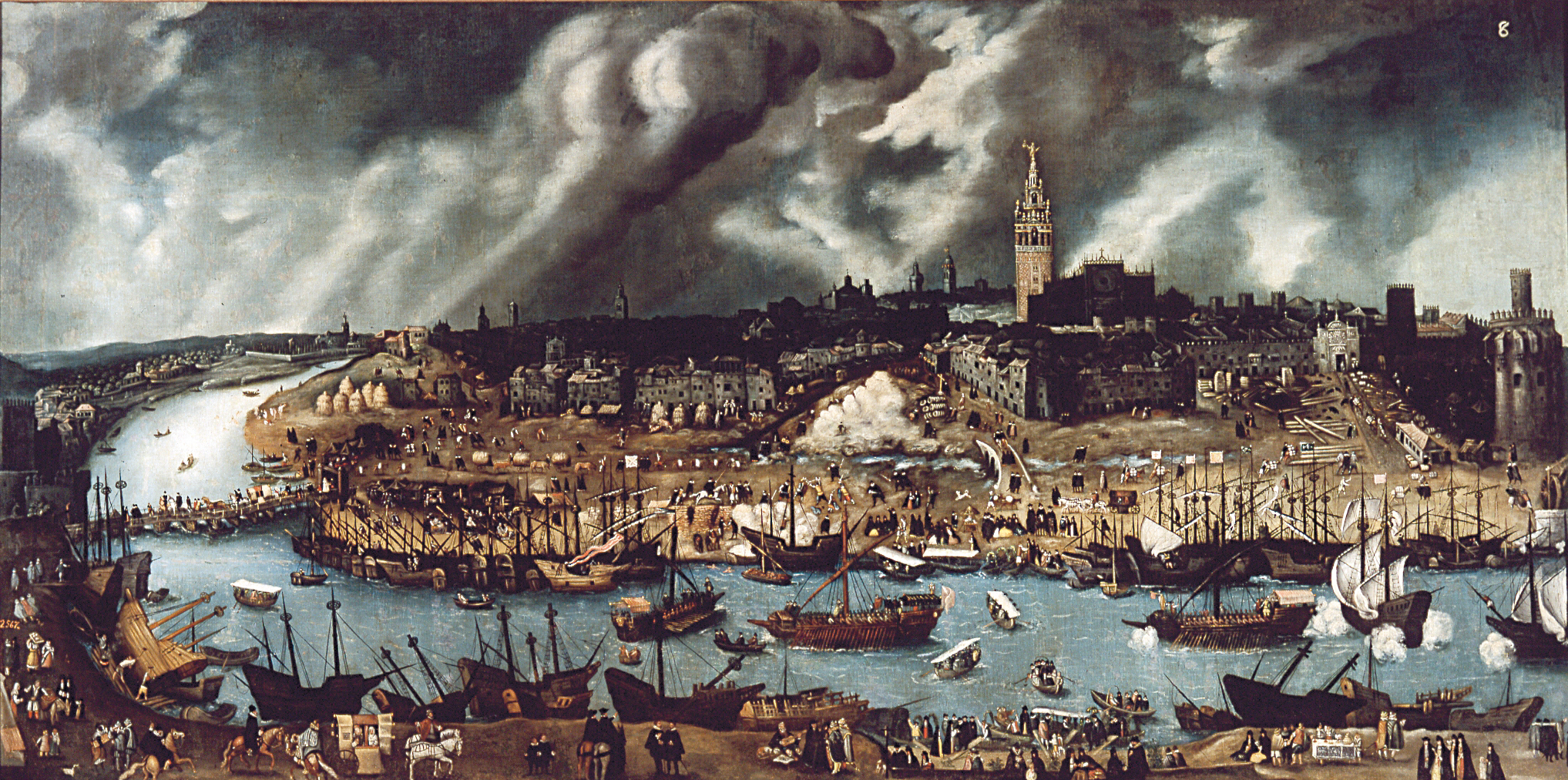
Sevilla en el por Alonso Sánchez Coello (1531-1588).

Sevilla era en esta época  el principal puerto de España. Los galeones reales llegaban a esta ciudad procedentes de América con cargamentos de oro y otras riquezas.  El comercio exterior estaba también centralizado en el puerto sevillano, donde se encontraba la Inspección Central de Impuestos. Allí se hallaban establecidos comerciantes de muchos países. Debido a todo ello, esta ciudad andaluza era posiblemente en ese momento la más rica de España. De ahí que resultara sumamente apropiada para el hampa. El hervidero de gente que debía ser Sevilla ofrecía muchas posibilidades al pícaro, lo que la convertía en una ciudad atractiva. A este respecto es curioso observar como Rincón y Cortado se dirigen a Sevilla, o como Guzmán de Alfarache parte de Sevilla al igual que Pablo de El Buscón. Se trata de tres ejemplos de la literatura picaresca.
Sevilla era una ciudad cosmopolita por su carácter comercial y -como toda ciudad cosmopolita- caótica en cierto modo. En ella el hampa se podía mover con cierta facilidad. El Compás era el lugar de reunión del hampa sevillana de la época. Otro aspecto de esta Sevilla era la religiosidad, a la que también se alude en la novela  que nos ocupa. La doctrina de la Inmaculada Concepción fue acogida en ella con mucho fervor. Así, sabemos que Pedro de Castro, Arzobispo de Sevilla,  afectado de este fervor y adoración mariana, ordenaba en 1610 el cierre de los burdeles sevillanos en los días consagrados a la Virgen, al tiempo que recomendaba a las muchachas llamadas María que no trabajasen en ellos. Si bien es cierto que esto ocurría años después de la composición de Rinconete y Cortadillo, no es menos cierto que el ambiente fervoroso ya existía allí, y así lo demuestra un diálogo entre los truhanes en el que uno de ellos manifiesta que «...ni tenemos conversación con mujer que se llame María el día del sábado». Por otra parte hay testimonios de la existencia en Sevilla, ya en aquel tiempo, de cofradías que realizaban procesiones o sacaban pasos con motivo de festividades religiosas. Este fervor sevillano por la Virgen y las procesiones ha sido tan fuerte que se ha prolongado hasta nuestros días.
Sin embargo, cuando los criminales tienen que pasar un "noviciado" y cambiarse de nombre, la alusión a la vida monacal es ineludible. Una interpretación más socarrona sugiere que la superficial religiosidad ("de estampa") de la casa de Monipodio, combinada con alusiones a la vida monacal, se explica si este gremio de ladrones es un ataque a una orden religiosa, o a las órdenes religiosas en general.[cita requerida]
La detallada ilustración acerca del ambiente sevillano de la época que realiza Cervantes, es probable que se deba a las observaciones llevadas a cabo durante sus repetidas estancias en la ciudad hispalense. No hay que rechazar el que nuestro autor mantuviera relaciones con gentes del hampa, lo que explicaría el conocimiento minucioso que demuestra con respecto a sus formas de  actuación.

## Los personajes y la sociedad

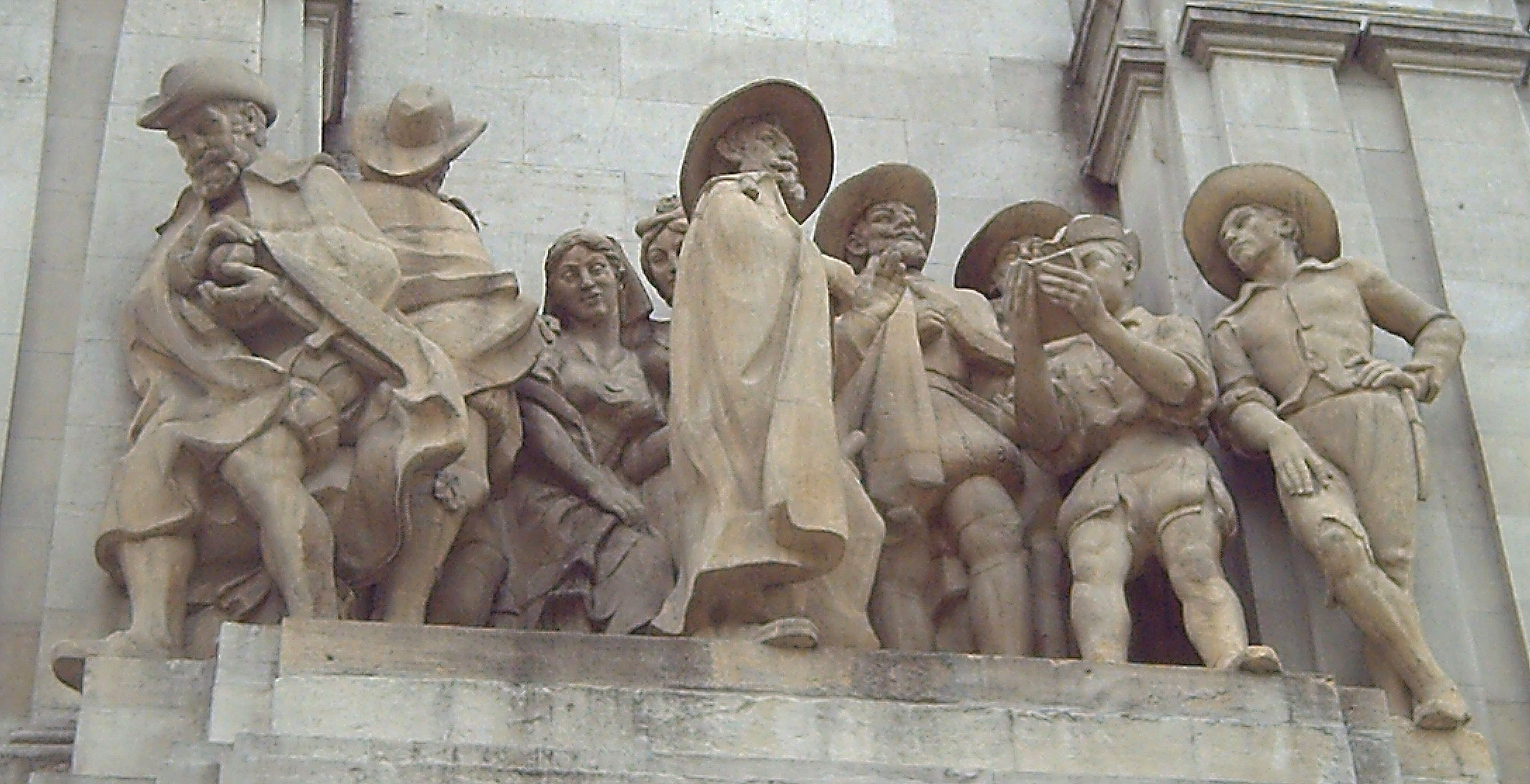
Rinconete y Cortadillo (F. Coullaut-Valera, 1960). Detalle del monumento a Cervantes en la Plaza de España de Madrid.

En cuanto a los personajes y comenzando por los dos centrales, Rinconete y Cortadillo, hay que señalar que no son sino una repetición del mismo tipo. Ambos han salido de su casa por amor al dinero, pero también vagan con ansias de libertad e independencia. Estas parecen ser las causas de que abandonen el hogar, en el que, a excepción de Cortadillo, no hay muchos problemas. La miseria, pues, no aparece aquí como la causa de su vagar. 
El resto de personajes se muestra más difuso y sólo en Monipodio pueden advertirse rasgos paternalistas. Monipodio es como un padre y como tal se desenvuelve en esta comunidad; es temido, admirado y querido; tiene prestigio y fuerza para resolver las querellas, así como para asumir la representación de toda la cofradía a fin de defenderla y administrarla. En realidad esta «comunidad» tiene la forma de un gremio, asociación que agrupa a los artesanos de un mismo oficio. Efectivamente, la organización gremial era cerrada y solidaria; en ella se daban el reparto proporcional del trabajo y el auxilio a los enfermos y desvalidos. Y se encontraba bajo la advocación de un santo. Ello no es sino un vivo retrato de la «cofradía» de Monipodio.  
No se descarta la existencia de auténticas cofradías del hampa en aquella época; una especie de «mafia» del siglo XVII. En cualquier caso, es patente que se cometían robos, asesinatos y venganzas por encargo —tanto por medio de valentones y mozos de barrio como de bravos a sueldo de la nobleza— y, muy posiblemente, ello fuera producto de ese amor al dinero característico del momento. El hampa estaba organizada, y no sólo organizada y con santo patrón, sino que, además, tenía hasta su propio lenguaje: las germanías, jerga utilizada por los rufianes de aquel tiempo.
Cabe destacar el fuerte espíritu religioso de la época del que, no sabemos si con ironía, Cervantes hace partícipes a sus personajes. El sentimiento religioso en España estaba muy acentuado: hay que tener en cuenta que se vivía la Contrarreforma. Tal espíritu se da también en los personajes del hampa de la obra; así, vemos como éstos cumplen «piadosamente» con los preceptos religiosos: rezan el rosario, no roban (es decir, «guardan») los viernes, sienten devoción por las imágenes, dan misas por los difuntos...  Esta piedad que muestran los hampones puede que no sea sino un recurso utilizado por Cervantes para satirizar a la alta sociedad, muy preocupada por su imagen exterior pero, en realidad, carente de escrúpulos; un mundo donde tiene más valor la apariencia que la propia realidad. Posiblemente nos encontremos ante una crítica del autor a las fórmulas y ceremonias vacías que con tanta profusión se daba en aquel tiempo, tal vez como consecuencia de las influencias erasmistas que  pueden advertirse en Cervantes. 
La sociedad que forman los malhechores es una imagen deformada de la sociedad «respetable»; tiene sus leyes, su código de honor, etc., lo que viene a confirmar que sólo se vivía de acuerdo con la forma externa, máxime si tenemos en cuenta que son las clases más elevadas las que encargan al hampa los trabajos sucios. Valga como ejemplo el caballero que paga a la cofradía por una puñalada de «catorce puntos» a dar a la persona por él señalada. No menos significativo para demostrar la degeneración y corrupción de la época es el caso del alguacil, funcionario de la justicia que a cambio de dinero hace la vista gorda a las actividades de los delincuentes.
En conclusión, podemos afirmar que el pícaro es un personaje que encuentra un caldo de cultivo muy apropiado para su proliferación en la España de fines del siglo XVI y todo el XVII, en los que la decadencia moral y económica, unida al espíritu contrarreformista, producen una sociedad muy preocupada por la forma exterior y el espiritualismo pero que en la práctica muestra un crudo materialismo.
La ejemplaridad de la novela, por otra parte tan puesta en duda, podría encontrarse en este sentido, y se resumiría en el famoso refrán de «a Dios rogando y con el mazo dando».

## Literatura relevante
- Baghdasarián, Hasmik. “Algunas consideraciones sobre la traducción al italiano de las paremias de la novela Rinconete y Cortadillo de Cervantes”. Paremia vol. 31, 2021, pp. 149-161. PDF